# Draft NBA 1984
Il Draft NBA 1984 si è svolto il 19 giugno 1984 al Madison Square Garden di New York.
Questa edizione viene generalmente considerata la più ricca di talento nella storia della NBA: vi furono infatti scelti ben sette futuri All-Star e quattro di loro compaiono nella lista dei 50 migliori giocatori del cinquantenario della NBA, vale a dire Michael Jordan, Charles Barkley, Hakeem Olajuwon e John Stockton.
Questa edizione è stata inoltre l'ultima prima dell'introduzione della Draft Lottery.

## Giocatori scelti al 1º giro
|  | = All-Star     |
|  | = Hall of Fame |

| Scelta | Giocatore              | Nazionalità | Squadra NBA                            | Scuola/ex squadra    |
| ------ | ---------------------- | ----------- | -------------------------------------- | -------------------- |
| 1      | Hakeem Olajuwon (C)    | Nigeria     | Houston Rockets                        | Houston              |
| 2      | Sam Bowie (C)          | Stati Uniti | Portland Trail Blazers (da Indiana)    | Kentucky             |
| 3      | Michael Jordan (SG)    | Stati Uniti | Chicago Bulls                          | North Carolina       |
| 4      | Sam Perkins (PF/C)     | Stati Uniti | Dallas Mavericks                       | North Carolina       |
| 5      | Charles Barkley (PF)   | Stati Uniti | Philadelphia 76ers (dai Clippers)      | Auburn               |
| 6      | Mel Turpin (C)         | Stati Uniti | Washington Bullets                     | Kentucky             |
| 7      | Alvin Robertson (SG)   | Stati Uniti | San Antonio Spurs                      | Arkansas             |
| 8      | Lancaster Gordon (SG)  | Stati Uniti | Los Angeles Clippers (da Golden State) | Louisville           |
| 9      | Otis Thorpe (PF)       | Stati Uniti | Kansas City Kings                      | Providence           |
| 10     | Leon Wood (SG)         | Stati Uniti | Philadelphia 76ers (da Denver)         | Cal State Fullerton  |
| 11     | Kevin Willis (PF/C)    | Stati Uniti | Atlanta Hawks                          | Michigan State       |
| 12     | Tim McCormick          | Stati Uniti | Cleveland Cavaliers                    | Michigan             |
| 13     | Jay Humphries          | Stati Uniti | Phoenix Suns                           | Colorado             |
| 14     | Michael Cage (PF)      | Stati Uniti | Los Angeles Clippers (da Seattle)      | San Diego State      |
| 15     | Terence Stansbury (SG) | Stati Uniti | Dallas Mavericks                       | Temple               |
| 16     | John Stockton (PG)     | Stati Uniti | Utah Jazz                              | Gonzaga              |
| 17     | Jeff Turner (PF)       | Stati Uniti | New Jersey Nets                        | Vanderbilt           |
| 18     | Vern Fleming (PG)      | Stati Uniti | Indiana Pacers (da New York)           | Georgia              |
| 19     | Bernard Thompson       | Stati Uniti | Portland Trail Blazers                 | Fresno State         |
| 20     | Tony Campbell          | Stati Uniti | Detroit Pistons                        | Ohio State           |
| 21     | Kenny Fields           | Stati Uniti | Milwaukee Bucks                        | UCLA                 |
| 22     | Tom Sewell             | Stati Uniti | Philadelphia 76ers                     | Lamar                |
| 23     | Earl Jones (C)         | Stati Uniti | Los Angeles Lakers                     | District of Columbia |
| 24     | Michael Young (SG)     | Stati Uniti | Boston Celtics                         | Houston              |

## Giocatori scelti al 2º giro
| Scelta | Giocatore       | Nazionalità | Squadra NBA            | Scuola/ex squadra |
| ------ | --------------- | ----------- | ---------------------- | ----------------- |
| 25     | Devin Durrant   | Stati Uniti | Indiana Pacers         | Brigham Young     |
| 26     | Victor Fleming  | Stati Uniti | Portland Trail Blazers | Xavier (OH)       |
| 27     | Ron Anderson    | Stati Uniti | Cleveland Cavaliers    | Fresno State      |
| 28     | Cory Blackwell  | Stati Uniti | Seattle SuperSonics    | Wisconsin         |
| 29     | Stuart Gray     | Panama      | Indiana Pacers         | UCLA              |
| 30     | Steve Burtt     | Stati Uniti | Golden State Warriors  | Iona              |
| 31     | Jay Murphy      | Stati Uniti | Golden State Warriors  | Boston College    |
| 32     | Eric Turner     | Stati Uniti | Detroit Pistons        | Michigan          |
| 33     | Steve Colter    | Stati Uniti | Portland Trail Blazers | New Mexico State  |
| 34     | Tony Costner    | Stati Uniti | Washington Bullets     | St. Joseph's      |
| 35     | Othell Wilson   | Stati Uniti | Golden State Warriors  | Virginia          |
| 36     | Charles Jones   | Stati Uniti | Phoenix Suns           | Louisville        |
| 37     | Ben Coleman     | Stati Uniti | Chicago Bulls          | Maryland          |
| 38     | Charlie Sitton  | Stati Uniti | Dallas Mavericks       | Oregon State      |
| 39     | Danny Young     | Stati Uniti | Seattle SuperSonics    | Wake Forest       |
| 40     | Anthony Teachey | Stati Uniti | Dallas Mavericks       | Wake Forest       |
| 41     | Tom Sluby       | Stati Uniti | Dallas Mavericks       | Notre Dame        |
| 42     | Willie White    | Stati Uniti | Denver Nuggets         | UTC               |
| 43     | Greg Wiltjer    | Canada      | Chicago Bulls          | Victoria          |
| 44     | Fred Reynolds   | Stati Uniti | Washington Bullets     | UTEP              |
| 45     | Gary Plummer    | Stati Uniti | Golden State Warriors  | Boston            |
| 46     | Jerome Kersey   | Stati Uniti | Portland Trail Blazers | Longwood          |
| 47     | Ronnie Williams | Stati Uniti | Boston Celtics         | Florida           |

## Giocatori scelti al 3º giro
| Scelta | Giocatore         | Nazionalità | Squadra NBA            | Scuola/ex squadra        |
| ------ | ----------------- | ----------- | ---------------------- | ------------------------ |
| 48     | James Banks       | Stati Uniti | Philadelphia 76ers     | Georgia                  |
| 49     | Tim Dillon        | Stati Uniti | Chicago Bulls          | Northern Illinois        |
| 50     | Ben McDonald      | Stati Uniti | Cleveland Cavaliers    | UC Irvine                |
| 51     | Jim Petersen      | Stati Uniti | Houston Rockets        | Minnesota                |
| 52     | Terry Williams    | Stati Uniti | Seattle SuperSonics    | Alabama                  |
| 53     | Ricky Ross        | Stati Uniti | Washington Bullets     | Tulsa                    |
| 54     | Roosevelt Chapman | Stati Uniti | Kansas City Kings      | Dayton                   |
| 55     | Lewis Jackson     | Stati Uniti | Golden State Warriors  | Alabama State            |
| 56     | Jeff Allen        | Stati Uniti | Kansas City Kings      | St. John's               |
| 57     | Joe Binion        | Stati Uniti | San Antonio Spurs      | North Carolina A&T State |
| 58     | Bobby Parks       | Stati Uniti | Atlanta Hawks          | Memphis State            |
| 59     | Murray Jarman     | Stati Uniti | Phoenix Suns           | Clemson                  |
| 60     | Leonard Mitchell  | Stati Uniti | Cleveland Cavaliers    | Louisiana State          |
| 61     | Jeff Cross        | Stati Uniti | Dallas Mavericks       | Maine                    |
| 62     | David Pope        | Stati Uniti | Utah Jazz              | Norfolk State            |
| 63     | Yommy Sangodeyi   | Nigeria     | New Jersey Nets        | Sam Houston State        |
| 64     | Curtis Green      | Stati Uniti | New York Knicks        | Southern Mississippi     |
| 65     | Tim Kearney       | Stati Uniti | Portland Trail Blazers | West Virginia            |
| 66     | Kevin Springman   | Stati Uniti | Detroit Pistons        | St. Joseph's             |
| 67     | Vernon Delancy    | Stati Uniti | Milwaukee Bucks        | Florida                  |
| 68     | Butch Graves      | Stati Uniti | Philadelphia 76ers     | Yale                     |
| 69     | George Singleton  | Stati Uniti | Los Angeles Lakers     | Furman                   |
| 70     | Rick Carlisle     | Stati Uniti | Boston Celtics         | Virginia                 |

## Giocatori scelti nei giri successivi con presenze nella NBA
| Scelta | Giocatore          | Nazionalità | Squadra NBA        | Scuola/ex squadra   |
| ------ | ------------------ | ----------- | ------------------ | ------------------- |
| 71     | Ralph Jackson      | Stati Uniti | Indiana Pacers     | UCLA                |
| 76     | Jim Grandholm      | Stati Uniti | Washington Bullets | South Florida       |
| 80     | Carl Henry         | Stati Uniti | Kansas City Kings  | Kansas              |
| 86     | Jim Rowinski       | Stati Uniti | Utah Jazz          | Purdue              |
| 87     | Bob Thornton       | Stati Uniti | New York Knicks    | UC Irvine           |
| 90     | Ozell Jones        | Stati Uniti | San Antonio Spurs  | Cal State Fullerton |
| 120    | McKinley Singleton | Stati Uniti | Milwaukee Bucks    | UAB                 |
| 133    | Eddie Lee Wilkins  | Stati Uniti | New York Knicks    | Gardner-Webb        |
| 140    | Kenton Edelin      | Stati Uniti | Indiana Pacers     | Virginia            |
| 156    | Ken Bannister      | Stati Uniti | New York Knicks    | St. Augustine       |
| 185    | Brian Martin       | Stati Uniti | Indiana Pacers     | Kansas              |

## Curiosità
- Nel draft 1984 venne scelto al 10º giro di chiamate anche la leggenda dell'atletica leggera Carl Lewis. Lewis comunque non giocò mai una partita NBA.